# Bernhard Kuhnt

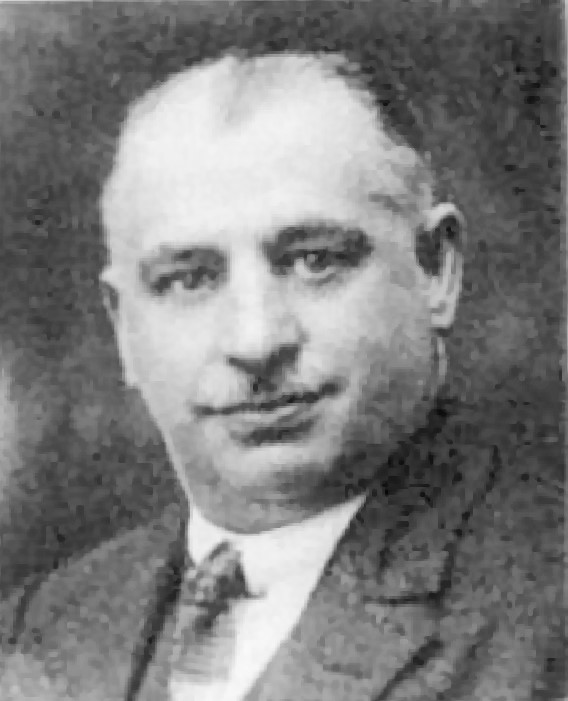
Bernhard Kuhnt

Robert Bernhard Kuhnt (* 24. Februar 1876 in Leipzig; † 28. Januar 1946 in Westensee) war ein deutscher Politiker der SPD und USPD. Er war 1918 einer der Hauptakteure der Novemberrevolution in der Großregion Wilhelmshaven – Rüstringen – Oldenburg, in deren Folge er für die kurze Zeit vom 11. November 1918 bis zum 3. März 1919 erster Präsident des gerade gegründeten Freistaates Oldenburg war.

## Leben
Der gelernte Maschinenschlosser Bernhard Kuhnt diente von 1897 bis 1899 bei der Kaiserlichen Marine und arbeitete im Anschluss auf der Werft Blohm & Voss und in Berlin. Ab 1906 war er als Geschäftsführer des Deutschen Metallarbeiterverbands in Kiel tätig, sein Nachfolger wurde Gustav Garbe. Von 1908 bis 1911 war er dort auch Mitglied der Stadtverordnetenversammlung. Von 1911 bis zu seiner Einberufung zur Kaiserlichen Marine 1914 war er als Parteisekretär der SPD in Chemnitz tätig. Mit dem Rang eines Oberheizers leistete er im Ersten Weltkrieg bei einer Bau-Division seinen Kriegsdienst ab. 1917 schloss Kuhnt sich der USPD an.
Gegen Ende des Ersten Weltkriegs entwickelte sich aufgrund des Flottenbefehls vom 24. Oktober 1918 eine Meuterei auf einzelnen Schiffen der Kaiserlichen Flotte, die vor Wilhelmshaven ankerte. Sie weitete sich schließlich zur Novemberrevolution aus und führte zum Sturz der Monarchie in Deutschland.

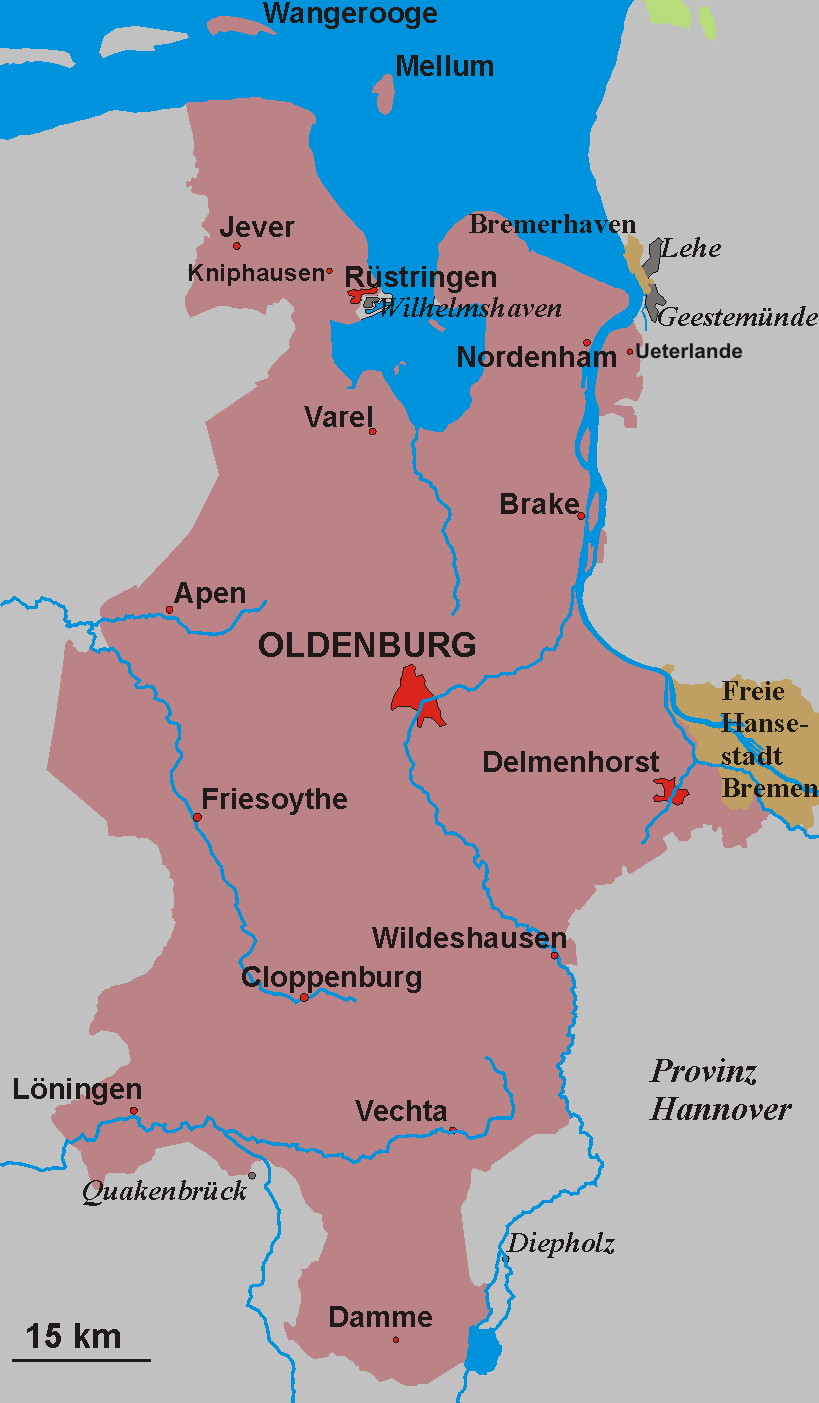
Karte von Oldenburg 1866–1937; Rüstringen ist 1918 größte Stadt im Großherzogtum; Wilhelmshaven gehört 1918 zum Königreich Preußen

In Rüstringen kam es am 6. November 1918 nach einer Massendemonstration von über 20.000 Marineangehörigen, Werftarbeitern und anderen Zivilisten zur Bildung eines Arbeiter- und Soldaten-Rates, dessen Ausführungsorgan der sogenannte 21er-Rat war. Zum Vorsitzenden des Rates wurde Kuhnt ernannt. Der 21er-Rat übernahm anschließend ohne Gegenwehr des militärischen Stationskommandos die Macht über die Festungsstädte. Am 10. November 1918 erklärte der 21er-Rat vor rund 100.000 begeisterten Demonstranten in Wilhelmshaven die Nordseestation und alle umliegenden Inseln und Marineteile sowie das dazugehörige ganze Oldenburger Land zur sozialistischen Republik Oldenburg/Ostfriesland und die Absetzung des Großherzogs von Oldenburg. Unter dem Eindruck der Demonstrationen und dem Druck der breiten Mehrheit der Landtagsabgeordneten in Oldenburg dankte der Großherzog Friedrich August am 11. November 1918 ab und erklärte seinen Thronverzicht. Das Großherzogtum Oldenburg wurde daraufhin zum Freistaat erklärt. Als provisorische Regierung wurde ein Landesdirektorium gebildet, dem u. a. der Rüstringer Landtagsabgeordnete Paul Hug und Kuhnt angehörten. Kuhnt übernahm das symbolische Amt des Präsidenten des neuen Freistaates Oldenburg. Sein Versuch, auch Ostfriesland in den Herrschaftsbereich des 21er Rats einzugliedern, scheiterte allerdings.
Die Kandidatenaufstellung für die Wahlen zur verfassungsgebenden Nationalversammlung am 19. Januar 1919 führten in Wilhelmshaven-Rüstringen zu unüberwindlichen Gegensätzen innerhalb der SPD. Nachdem der Rüstringer Abgeordnete Hug einen besseren Listenplatz als Kuhnt erreichte, auch weil diesen das Amt des Vorsitzenden des 21er Rats so in Anspruch nahm, dass er zur Regierungsarbeit des Oldenburger Direktoriums wenig beitragen konnte, beschloss der 21er-Rat, mit einer eigenen Liste für die USPD bei der Wahl zur Nationalversammlung anzutreten. An der Spitze der Liste wurde Kuhnt aufgestellt. Trotz der vielen USPD-Anhänger unter den rund 100.000 Marinesoldaten, die sich Ende 1918 noch immer in Wilhelmshaven-Rüstringen aufhielten, stimmten weite Teile der Bevölkerung für die gemäßigtere SPD und nicht für die radikalere USPD. Während Hug in die Nationalversammlung gewählt wurde, erhielt Kuhnt nicht die erforderliche Stimmenanzahl.
Nach der Wahlniederlage der USPD versuchte die kommunistische KPD, durch einen Putsch die Macht an sich zu reißen. Am 27. Januar 1919 besetzten ihre Anhänger den Bahnhof, die Post, das Fernsprechamt, die Reichsbankstelle und die Rathäuser der Doppelstadt Wilhelmshaven-Rüstringen. In der Reichsbankstelle raubten die Putschisten über 7 Millionen Mark, darunter den gesamten Goldbestand der Zweigstelle. Noch am gleichen Tag konnten Decksoffiziere und Berufssoldaten der Marinegarnison wieder die alten Machtverhältnisse herstellen. Die Putschisten zogen sich daraufhin in die Tausend-Mann-Kaserne in Wilhelmshaven zurück und verschanzten sich dort. Da sie nicht aufgeben wollten, wurden sie durch Artilleriebeschuss zur Kapitulation gezwungen. Acht Tote und 46 Verwundete waren zu beklagen. Im Zuge dieser Aktion musste der 21er-Rat die militärische Kontrolle aufgeben. Nachträglich wurde bekannt, dass die Mitglieder des 21er-Rates im Vorfeld des Putsches von dessen Planung in Kenntnis gesetzt waren, aber trotzdem nicht eingegriffen hatten. Kuhnt wurde daraufhin vom Verteidigungsministerium in Berlin beurlaubt und am 29. Januar 1919 seines Amtes als Präsident des Freistaats Oldenburg enthoben. Gegen seine Tätigkeit wurden bald schwere Vorwürfe laut, die am 28. Februar 1919 zu einer ersten Inhaftierung führten, aus der er jedoch in den Berliner Märzkämpfen wieder befreit wurde.

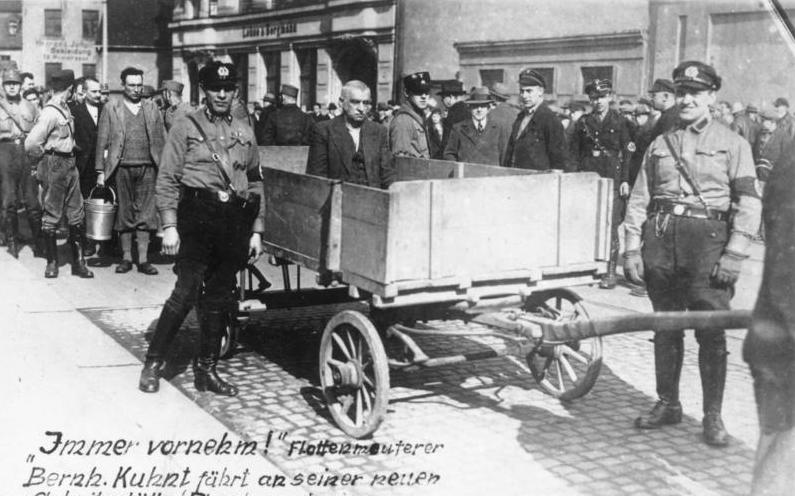
Kuhnt nach seiner Verhaftung am 9. März 1933 durch den SA-Marinesturm Chemnitz, Aufnahme aus dem Bundesarchiv. Die von den Nationalsozialisten hinzugefügte Aufschrift: „Immer vornehm! Flottenmeuterer Bernh. Kuhnt fährt an seiner neuen Arbeitsstätte (Dreckwaschen) vor.“

Nach diesen Ereignissen verließ Kuhnt die Jaderegion und kehrte in seine Heimat Sachsen zurück. 1922 gehörte er zu dem Teil der USPD, der sich wieder mit der SPD zusammenschloss. Dort bekleidete er von 1923 bis 1924 den Posten eines Amtshauptmannes der Amtshauptmannschaft Flöha. Von 1924 bis 1933 gehörte er als SPD-Abgeordneter des Wahlbezirks Chemnitz über alle Wahlperioden dem Reichstag der Weimarer Republik an. Innerhalb der SPD gehörte Kuhnt zum marxistischen linken Flügel und 1930/31 zu der Gruppe von Reichstagsabgeordneten um Max Seydewitz und Kurt Rosenfeld, die wiederholt die Fraktionsdisziplin brach, so etwa in der Panzerkreuzerfrage im März 1931. Anders als die Mehrheit dieser Gruppe blieb Kuhnt aber im Herbst 1931 in der SPD und schloss sich nicht der SAPD an. Vom 9. März 1933 bis 20. Juli 1934 wurde er, wie viele andere SPD-Abgeordnete auch, von den Nationalsozialisten inhaftiert und konnte deshalb nicht an der Abstimmung zum Ermächtigungsgesetz teilnehmen.
Er starb am 28. Januar 1946 in Westensee bei Kiel.

## Ehrungen
In Chemnitz ist mit dem Bernhard-Kuhnt-Weg eine Straße nach Kuhnt benannt.